# Gotland
Gotland (phát âm tiếng Thụy Điển: [ˈɡɔtland] ⓘ, các cách viết cũ là Gottland và Gothland), Gutland trong phương ngữ Gutland địa phương, là một tỉnh, hạt, kommun, và giáo khu của Thụy Điển. Đảo Gotland là đảo lớn nhất Thụy Điển. Tỉnh Gotland cũng bao gồm các hòn đảo nhỏ Fårö và Gotska Sandön ở phía bắc, và quần đảo Karlsö (Lilla và Stora) ở phía tây. Dân số là 57.221, trong đó chừng 23.600 sống ở Visby. Đảo Gotland cùng các đảo lân cận thuộc tỉnh Gotland chiếm chưa đến 1% tổng diện tích Thụy Điển.
Nguồn thu nhập trên đảo chủ yếu đến từ nông nghiệp, một phần nhỏ hơn từ chế biến thức ăn, du lịch, dịch vụ công nghệ thông tin, thiết kế, và phần nào cả công nghiệp nặng (sản xuất bê tông từ nguồn đá vôi địa phương). Từ tầm nhìn quân sự, đây là một địa điểm chiến lược trong biển Balt.